# Астрогеодезија
Астрогеодезија је засебна грана астрономије која с геодезијом и гравиметријом одређује стварни облик Земље и врши оријентацију државне тригонометријске мреже. Уз то успоставља континует са тригонометријским мрежама других земаља и свијета.
Ово се ради да би се израдиле географске карте високе тачности и добиле прецизне координате тачака на Земљи.